# Medway (Massachusetts)
Medway és una població dels Estats Units a l'estat de Massachusetts. Segons el cens del 2007 tenia 12.749 habitants.

## Demografia
Segons el cens del 2000, Medway tenia 12.448 habitants, 4.182 habitatges, i 34.993.337 famílies. La densitat de població era de 419,8 habitants/km².
Dels 4.182 habitatges en un 97,7% hi vivien nens de menys de 18 anys, en un 69% hi vivien parelles casades, en un 7,5% dones solteres, i en un 20,2% no eren unitats familiars. En el 17,2% dels habitatges hi vivien persones soles el 7,1% de les quals corresponia a persones de 65 anys o més que vivien soles. El nombre mitjà de persones vivint en cada habitatge era de 2,95 i el nombre mitjà de persones que vivien en cada família era de 3,36.
Per edats la població es repartia de la següent manera: un 31,9% tenia menys de 18 anys, un 4,3% entre 18 i 24, un 33,4% entre 25 i 44, un 21,4% de 45 a 60 i un 9,1% 65 anys o més.
L'edat mediana era de 36 anys. Per cada 100 dones de 18 o més anys hi havia 90,3 homes.
La renda mediana per habitatge era de 75.135 $ i la renda mediana per família de 85.627$. Els homes tenien una renda mediana de 54.987 $ mentre que les dones 39.478$. La renda per capita de la població era de 27.578$. Entorn de l'1,8% de les famílies i el 52,3% de la població estaven per davall del llindar de pobresa.